# Les Amants et la Mort
Les Amants et la Mort ou La Promenade est une gravure sur cuivre au burin réalisée vers 1498 par l'artiste de la Renaissance allemande Albrecht Dürer (1471-1528).

## Description
Dürer saisit un moment d'intimité où une femme s'apprête à suivre, non sans une certaine hésitation, un jeune homme qui l'invite de la main droite à emprunter le chemin de la tentation, tandis qu'il l'enlace déjà de sa main gauche.

## Iconographie
Ce qui pourrait n'être qu'une scène de genre, à l'érotisme assumé par le placement phallique de l'épée du jeune homme, se hisse au rang de memento mori en raison de la présence de la Mort, qui, sous les traits d'un squelette brandissant un sablier, surgit derrière un arbre.
Le rendu minutieux des riches vêtements et des coiffes exubérantes du couple témoigne de l'habileté de Dürer tout autant qu'il sert le propos moralisateur de son œuvre en soulignant le rang social élevé des deux protagonistes. Dürer rappelle ainsi au spectateur la futilité des plaisirs mondains de toute sorte face à la fugacité de l'existence humaine.

## Copie d'Israhel van Meckenem

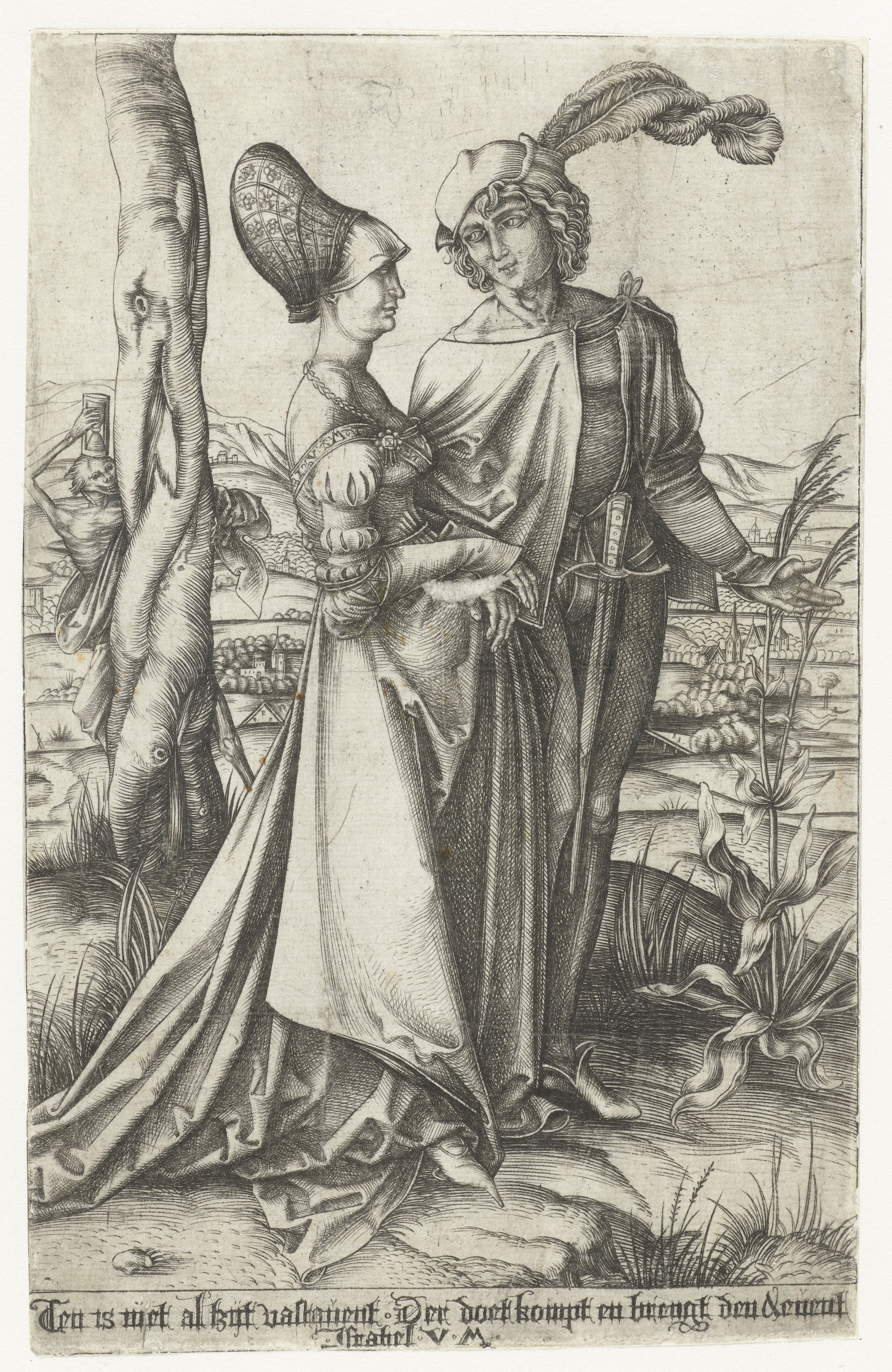
Israhel van Meckenem, Les Amants et la Mort.

L'œuvre, qui devait répondre aux demandes d'un marché avide d'images de dévotion, fut copiée en contrepartie par Israhel van Meckenem, qui reproduisit outre celui-ci, trois autres burins de Dürer, en contrepartie, La Sainte Famille au papillon, Les Quatre Sorcières et La Petite Fortune.
Seules quelques variantes différencient la copie de son modèle. L'arbre qui borde la composition devient ainsi légèrement plus large et a perdu une branche. Israhel van Meckenem ajoute en revanche une inscription qui explicite la dimension moralisante de la scène en rappelant le caractère inéluctable de la mort. Il introduit également son monogramme « IVM  » dans la bande qui vient souligner le décolleté de la femme, là où Dürer avait gravé des signes décoratifs énigmatiques. La comparaison des deux jeunes hommes révèle tout le génie artistique de Dürer. Chez Israhel van Meckenem, la silhouette du séducteur apparait moins gracile et le modelé de son corps moins palpable, tandis que son regard perd en profondeur par rapport à celui puissamment pénétrant de l'original.